# Королёвка (Попельнянский район)
Королёвка (укр. Королівка) — село на Украине, основано в 1890 году, находится в Попельнянском районе Житомирской области.
Код КОАТУУ — 1824755401. Население по переписи 2001 года составляет 110 человек. Почтовый индекс — 13516. Телефонный код — 4137. Занимает площадь 1,054 км².

## Адрес местного совета
13514, Житомирская область, Попельнянский р-н, пгт. Корнин, ул.Октябрьской революции, 19